# Остья
Остья́ (фр. Hostiaz, до 10 августа 2007 года — Hostias) — коммуна во Франции, находится в регионе Рона — Альпы. Департамент — Эн. Входит в состав кантона Сен-Рамбер-ан-Бюже. Округ коммуны — Белле.
Код INSEE коммуны — 01186.

## География
Коммуна расположена приблизительно в 410 км к юго-востоку от Парижа, в 60 км восточнее Лиона, в 45 км к юго-востоку от Бурк-ан-Бреса.

## Климат
Климат полуконтинентальный с холодной зимой и тёплым летом. Дожди бывают нечасто, в основном летом.

## Население
Население коммуны на 2010 год составляло 82 человека.
| 1962 | 1968 | 1975 | 1982 | 1990 | 1999 | 2010 |
| ---- | ---- | ---- | ---- | ---- | ---- | ---- |
| 95   | 89   | 59   | 48   | 56   | 62   | 82   |

## Администрация
| Период | Период | Фамилия         | Партия | Примечания |
| ------ | ------ | --------------- | ------ | ---------- |
| 1995   | 2009   | Жан Нигуль      |        |            |
| 2009   | 2020   | Анриетта Буклье |        |            |

## Экономика
В 2010 году среди 39 человек трудоспособного возраста (15—64 лет) 26 были экономически активными, 13 — неактивными (показатель активности — 66,7 %, в 1999 году было 57,1 %). Из 26 активных жителей работали 24 человека (16 мужчин и 8 женщин), безработных было 2 (1 мужчина и 1 женщина). Среди 13 неактивных 0 человек были учениками или студентами, 7 — пенсионерами, 6 были неактивными по другим причинам.